# 1. Fußballclub Union Berlin 2020-2021
Questa voce raccoglie le informazioni riguardanti l'1. Fußballclub Union Berlin nelle competizioni ufficiali della stagione 2020-2021.

## Maglie e sponsor
Lo sponsor tecnico per la stagione 2020-2021 è Adidas mentre lo sponsor ufficiale è Aroundtown.
| Prima divisa | Seconda divisa |

## Rosa
| N. |                      | Ruolo | Calciatore         |
| -- | -------------------- | ----- | ------------------ |
| 1  | Germania (bandiera)  | P     | Andreas Luthe      |
| 4  | Germania (bandiera)  | D     | Nico Schlotterbeck |
| 5  | Germania (bandiera)  | D     | Marvin Friedrich   |
| 6  | Norvegia (bandiera)  | C     | Julian Ryerson     |
| 7  | Germania (bandiera)  | C     | Akaki Gogia        |
| 8  | Germania (bandiera)  | C     | Leon Dajaku        |
| 9  | Finlandia (bandiera) | A     | Joel Pohjanpalo    |
| 10 | Germania (bandiera)  | A     | Max Kruse          |
| 11 | Nigeria (bandiera)   | A     | Anthony Ujah       |
| 12 | Danimarca (bandiera) | P     | Jakob Busk         |
| 14 | Nigeria (bandiera)   | A     | Taiwo Awoniyi      |
| 15 | Germania (bandiera)  | A     | Marius Bülter      |
| 16 | Germania (bandiera)  | C     | Tim Maciejewski    |
| 18 | Giappone (bandiera)  | C     | Keita Endō         |
| 19 | Germania (bandiera)  | D     | Florian Hübner     |

| N. |                        | Ruolo | Calciatore                     |
| -- | ---------------------- | ----- | ------------------------------ |
| 20 | Germania (bandiera)    | P     | Loris Karius                   |
| 21 | Germania (bandiera)    | C     | Grischa Prömel                 |
| 23 | Germania (bandiera)    | D     | Niko Gießelmann                |
| 24 | Croazia (bandiera)     | A     | Petar Musa                     |
| 25 | Germania (bandiera)    | D     | Christopher Lenz               |
| 27 | Paesi Bassi (bandiera) | A     | Sheraldo Becker                |
| 28 | Austria (bandiera)     | D     | Christopher Trimmel (capitano) |
| 30 | Germania (bandiera)    | C     | Robert Andrich                 |
| 31 | Germania (bandiera)    | D     | Robin Knoche                   |
| 32 | Danimarca (bandiera)   | A     | Marcus Ingvartsen              |
| 33 | Germania (bandiera)    | C     | Sebastian Griesbeck            |
| 34 | Germania (bandiera)    | C     | Christian Gentner              |
| 35 | Germania (bandiera)    | P     | Lennart Moser                  |
| 36 | Germania (bandiera)    | A     | Cedric Teuchert                |

## Calciomercato

### Sessione estiva
| Acquisti | Acquisti            | Acquisti           | Acquisti               |
| R.       | Nome                | da                 | Modalità               |
| -------- | ------------------- | ------------------ | ---------------------- |
| P        | Loris Karius        | Liverpool          | prestito               |
| P        | Andreas Luthe       | Augusta            | svincolato             |
| P        | Lennart Moser       | Cercle Bruges      | fine prestito          |
| D        | Lars Dietz          | Viktoria Colonia   | fine prestito          |
| D        | Niko Gießelmann     | Fortuna Düsseldorf | svincolato             |
| D        | Robin Knoche        | Wolfsburg          | svincolato             |
| D        | Lennard Maloney     | Chemnitz           | fine prestito          |
| D        | Nicolai Rapp        | Darmstadt          | fine prestito          |
| D        | Nico Schlotterbeck  | Friburgo           | prestito               |
| C        | Keita Endō          | Yokohama Marinos   | prestito               |
| C        | Sebastian Griesbeck | Heidenheim         | svincolato             |
| C        | Berkan Taz          | Energie Cottbus    | fine prestito          |
| A        | Taiwo Awoniyi       | Liverpool          | prestito               |
| A        | Marius Bülter       | Magdeburgo         | definitivo (1,5 mln €) |
| A        | Max Kruse           |                    | svincolato             |
| A        | Joel Pohjanpalo     | Bayer Leverkusen   | prestito               |
| A        | Cedric Teuchert     | Schalke 04         | definitivo (2 mln €)   |

| Cessioni | Cessioni                  | Cessioni               | Cessioni                |
| R.       | Nome                      | da                     | Modalità                |
| -------- | ------------------------- | ---------------------- | ----------------------- |
| P        | Rafał Gikiewicz           | Augusta                | svincolato              |
| P        | Moritz Nicolas            | Borussia M'gladbach    | fine prestito           |
| P        | Leo Oppermann             | Amburgo                | svincolato              |
| D        | Lars Dietz                | Kickers Würzburg       | definitivo (0,07 mln €) |
| D        | Lennard Maloney           | Borussia Dortmund      | definitivo              |
| D        | Michael Parensen          |                        | fine carriera           |
| D        | Nicolai Rapp              | Darmstadt              | prestito                |
| D        | Ken Reichel               | Osnabrück              | svincolato              |
| D        | Keven Schlotterbeck       | Friburgo               | fine prestito           |
| D        | Neven Subotić             | Denizlispor            | definitivo              |
| C        | Laurenz Dehl              | Hallescher             | prestito                |
| C        | Florian Flecker           | Kickers Würzburg       | svincolato              |
| C        | Felix Kroos               | Eintracht Braunschweig | svincolato              |
| C        | Yunus Malli               | Wolfsburg              | fine prestito           |
| C        | Joshua Mees               | Holstein Kiel          | definitivo (0,3 mln)    |
| C        | Maurice Opfermann Arcones |                        | svincolato              |
| C        | Manuel Schmiedebach       |                        | svincolato              |
| C        | Berkan Taz                | Verl                   | svincolato              |
| A        | Suleiman Abdullahi        | Eintracht Braunschweig | prestito                |
| A        | Sebastian Andersson       | Colonia                | definitivo (6,5 mln)    |
| A        | Julius Kade               | Dinamo Dresda          | definitivo              |
| A        | Sebastian Polter          | Fortuna Sittard        | svincolato              |

### Sessione invernale
| Acquisti | Acquisti    | Acquisti      | Acquisti |
| R.       | Nome        | da            | Modalità |
| -------- | ----------- | ------------- | -------- |
| C        | Leon Dajaku | Bayern Monaco | prestito |
| A        | Petar Musa  | Slavia Praga  | prestito |

| Cessioni | Cessioni        | Cessioni           | Cessioni |
| R.       | Nome            | da                 | Modalità |
| -------- | --------------- | ------------------ | -------- |
| P        | Lennart Moser   | Austria Klagenfurt | prestito |
| A        | Tim Maciejewski | Austria Klagenfurt | prestito |

## Risultati

### Bundesliga

#### Girone d'andata
| Arbitro: | Fritz |

|            |           |                                     |
| Bülter 75’ | Marcatori | 40’ Vargas 82’ Gregoritsch 89’ Hahn |

| Arbitro: | Stieler |

|            |           |                   |
| Thuram 56’ | Marcatori | 79’ Schlotterbeck |

| Arbitro: | Stegemann |

|                                                       |           |  |
| Kruse 13’ Ingvartsen 49’ Friedrich 63’ Pohjanpalo 64’ | Marcatori |  |

| Arbitro: | Ittrich |

|               |           |               |
| Paciência 69’ | Marcatori | 55’ Friedrich |

| Arbitro: | Schröder |

|             |           |           |
| Andrich 36’ | Marcatori | 34’ Grifo |

| Arbitro: | Hartmann |

|            |           |                                      |
| Dabbur 80’ | Marcatori | 60’ Kruse 85’ Baumann 90+4’ Teuchert |

| Arbitro: | Jöllenbeck |

|                                                                |           |  |
| Endo 3’ Andrich 13’ Becker 45+2’ Kruse 52’ (rig.) Teuchert 89’ | Marcatori |  |

| Arbitro: | Stieler |

|            |           |                       |
| Skhiri 36’ | Marcatori | 27’ Awoniyi 72’ Kruse |

| Arbitro: | Reichel |

|                                 |           |                         |
| Andrich 2’ Kruse 6’ (rig.), 82’ | Marcatori | 27’, 36’ Silva 79’ Dost |

| Arbitro: | Brych |

|                             |           |             |
| Pekarík 51’ Piątek 74’, 77’ | Marcatori | 20’ Awoniyi |

| Arbitro: | Dankert |

|           |           |                 |
| Prömel 4’ | Marcatori | 67’ Lewandowski |

| Arbitro: | Stegemann |

|                    |           |                          |
| Kalajdžić 85’, 90’ | Marcatori | 4’ Friedrich 77’ Awoniyi |

| Arbitro: | Osmers |

|                           |           |             |
| Awoniyi 57’ Friedrich 78’ | Marcatori | 60’ Moukoko |

| Arbitro: | Stieler |

|  |           |                        |
|  | Marcatori | 12’ Becker 28’ Awoniyi |

| Arbitro: | Ittrich |

|                        |           |                                 |
| Becker 29’ Andrich 52’ | Marcatori | 10’ Steffen 65’ (rig.) Weghorst |

| Arbitro: | Badstübner |

|              |           |  |
| Teuchert 88’ | Marcatori |  |

| Arbitro: | Schmidt |

|              |           |  |
| Forsberg 70’ | Marcatori |  |

#### Girone di ritorno
| Arbitro: | Brych |

|                        |           |                |
| Niederlechner 17’, 47’ | Marcatori | 25’ Ingvartsen |

| Arbitro: | Dankert |

|            |           |          |
| Knoche 31’ | Marcatori | 59’ Pléa |

| Arbitro: | Stegemann |

|                     |           |  |
| Niakhaté 22’ (rig.) | Marcatori |  |

| Berlino 13 febbraio 2021, ore 18:30 CET 21ª giornata | Union Berlino | 0 – 0 referto | Schalke 04 | Stadio An der Alten Försterei (0 spett.)\| Arbitro: \| Schlager \| |
| Arbitro:                                             | Schlager      |               |            |                                                                    |

| Arbitro: | Storks |

|  |           |            |
|  | Marcatori | 64’ Prömel |

| Arbitro: | Stieler |

|                 |           |                          |
| Kruse 9’ (rig.) | Marcatori | 29’ (aut.) Schlotterbeck |

| Bielefeld 7 marzo 2021, ore 18:00 CET 24ª giornata | Arminia Bielefeld | 0 – 0 referto | Union Berlino | SchücoArena (0 spett.)\| Arbitro: \| Osmers \| |
| Arbitro:                                           | Osmers            |               |               |                                                |

| Arbitro: | Aytekin |

|                              |           |                   |
| Kruse 48’ (rig.) Trimmel 67’ | Marcatori | 45+2’ (rig.) Duda |

| Arbitro: | Schmidt |

|                                                            |           |                 |
| Silva 2’, 41’ Andrich 35’ (aut.) Kostić 39’ Chandler 90+2’ | Marcatori | 7’, 45+3’ Kruse |

| Arbitro: | Stegemann |

|            |           |                      |
| Andrich 9’ | Marcatori | 35’ (rig.) Lukebakio |

| Arbitro: | Stieler |

|             |           |                |
| Musiala 68’ | Marcatori | 86’ Ingvartsen |

| Arbitro: | Cortus |

|                     |           |             |
| Prömel 20’ Musa 43’ | Marcatori | 49’ Förster |

| Arbitro: | Schlager |

|                        |           |  |
| Reus 27’ Guerreiro 88’ | Marcatori |  |

| Arbitro: | Ittrich |

|                          |           |                    |
| Pohjanpalo 50’, 53’, 67’ | Marcatori | 82’ Gebre Selassie |

| Arbitro: | Jablonski |

|                       |           |  |
| Brekalo 12’, 63’, 89’ | Marcatori |  |

| Arbitro: | Ittrich |

|           |           |                |
| Wirtz 26’ | Marcatori | 72’ Pohjanpalo |

| Arbitro: | Winkmann |

|                           |           |              |
| Friedrich 67’ Kruse 90+2’ | Marcatori | 55’ Kluivert |

### Coppa di Germania
| Arbitro: | Cortus |

|  |           |                    |
|  | Marcatori | 117’ Schlotterbeck |

| Arbitro: | Willenborg |

|                                |           |                           |
| Prömel 6’ Hünemeier 57’ (aut.) | Marcatori | 3’, 36’ Michel 31’ Srbeny |

## Statistiche

### Statistiche di squadra
| Competizione      | Punti | In casa | In casa | In casa | In casa | In casa | In casa | In trasferta | In trasferta | In trasferta | In trasferta | In trasferta | In trasferta | Totale | Totale | Totale | Totale | Totale | Totale | DR |
| Competizione      | Punti | G       | V       | N       | P       | Gf      | Gs      | G            | V            | N            | P            | Gf           | Gs           | G      | V      | N      | P      | Gf     | Gs     | DR |
| ----------------- | ----- | ------- | ------- | ------- | ------- | ------- | ------- | ------------ | ------------ | ------------ | ------------ | ------------ | ------------ | ------ | ------ | ------ | ------ | ------ | ------ | -- |
| Bundesliga        | 50    | 17      | 8       | 8       | 1       | 32      | 18      | 17           | 4            | 6            | 7            | 18           | 25           | 34     | 12     | 14     | 8      | 50     | 43     | +7 |
| Coppa di Germania | -     | 1       | 0       | 0       | 1       | 2       | 3       | 1            | 1            | 0            | 0            | 1            | 0            | 2      | 1      | 0      | 1      | 3      | 3      | 0  |
| Totale            | -     | 18      | 8       | 8       | 2       | 34      | 21      | 18           | 5            | 6            | 7            | 19           | 25           | 36     | 13     | 14     | 9      | 53     | 46     | +7 |

### Andamento in campionato
| Giornata  | 1  | 2  | 3 | 4  | 5  | 6 | 7 | 8 | 9 | 10 | 11 | 12 | 13 | 14 | 15 | 16 | 17 | 18 | 19 | 20 | 21 | 22 | 23 | 24 | 25 | 26 | 27 | 28 | 29 | 30 | 31 | 32 | 33 | 34 |
| --------- | -- | -- | - | -- | -- | - | - | - | - | -- | -- | -- | -- | -- | -- | -- | -- | -- | -- | -- | -- | -- | -- | -- | -- | -- | -- | -- | -- | -- | -- | -- | -- | -- |
| Luogo     | C  | T  | C | T  | C  | T | C | T | C | T  | C  | T  | C  | T  | C  | C  | T  | T  | C  | T  | C  | T  | C  | T  | C  | T  | C  | T  | C  | T  | C  | T  | T  | C  |
| Risultato | P  | N  | V | N  | N  | V | V | V | N | P  | N  | N  | V  | V  | N  | V  | P  | P  | N  | P  | N  | V  | N  | N  | V  | P  | N  | N  | V  | P  | V  | P  | N  | V  |
| Posizione | 15 | 14 | 9 | 10 | 12 | 8 | 5 | 5 | 6 | 6  | 6  | 6  | 6  | 5  | 5  | 5  | 6  | 8  | 8  | 9  | 9  | 7  | 7  | 7  | 7  | 7  | 7  | 7  | 8  | 8  | 8  | 8  | 7  | 7  |

Legenda:

Luogo: C = Casa; T = Trasferta. Risultato: V = Vittoria; N = Pareggio; P = Sconfitta.